# Космос-2080
Космос-2080 је један од преко 2400 совјетских вјештачких сателита лансираних у оквиру програма Космос.
Космос-2080 је лансиран са космодрома Тјуратам, Бајконур, СССР, 19. маја 1990. Ракета-носач Протон је поставила сателит у орбиту око планете Земље. Маса сателита при лансирању је износила 1400 килограма. Космос-2080 је био ГЛОНАСС навигациони сателит.